# Bligh Reef

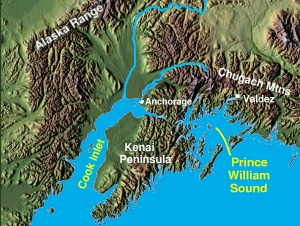

Carta nautica dell'accesso al porto di Valdez, con, a destra della rotta, la Bligh Reef ed il luogo del naufragio dellExxon Valdez.

Bligh Reef è una scogliera situata al fondo della baia del Principe William (Prince William Sound) nell'Alaska meridionale. È situata non lontana dall'uscita del braccio di mare di Valdez che conduce al porto eponimo, al largo dell'isola di Blight. 
La scogliera prende il nome da William Bligh, celebre per essere stato il comandante del Bounty e che precedentemente aveva servito come ufficiale durante il terzo viaggio di James Cook che aveva percorso queste acque ed aveva dato il suo nome alla scogliera ed all'isola.
È il luogo in cui, nel 1989, si verificò ol naufragio dell'Exxon Valdez che provocò una catastrofica marea nera.